# Mattia Bais
Mattia Bais (Rovereto, 19 oktober 1996) is een Italiaans wegwielrenner die anno 2023 rijdt voor EOLO-Kometa.
Bais reed in 2019 voor de Italiaanse wielerploeg Friuli ASD. Vanaf 2020 rijdt hij voor Androni Giocattoli-Sidermec, de ploeg waar hij eind 2019 al stage bij liep.
Mattia Bais is de oudere broer van beroepsrenner Davide Bais.

## Palmares
2018
6e etappe Carpathian Couriers Race
2019
Bergklassement Giro della Regione Friuli Venezia Giulia
GP Ezio del Rosso

## Resultaten in voornaamste wedstrijden
| Jaar | Ronde van Italië | Ronde van Frankrijk | Ronde van Spanje |
| ---- | ---------------- | ------------------- | ---------------- |
| 2020 | 102e             |                     |                  |
| 2021 |                  |                     |                  |
| 2022 | 82e              |                     |                  |
| 2023 | 47e              |                     |                  |
| 2024 | 61e              |                     |                  |
| 2025 | 69e              |                     |                  |

| Jaar | Milaan-San Remo | Ronde van Lombardije | Strade Bianche |
| ---- | --------------- | -------------------- | -------------- |
| 2020 | 109e            |                      |                |
| 2021 | opgave          | 67e                  | 80e            |
| 2022 |                 | 86e                  | 62e            |
| 2023 | 97e             | 61e                  |                |
| 2024 | 122e            | 36e                  |                |
| 2025 |                 |                      | 81e            |

## Ploegen
- 2019 –  Friuli ASD

2019 –  Androni Giocattoli-Sidermec (stagiair vanaf 1 augustus)
- 2020 –  Androni Giocattoli-Sidermec
- 2021 –  Androni Giocattoli-Sidermec
- 2022 –  Drone Hopper-Androni Giocattoli
- 2023 –  EOLO-Kometa
- 2024 –  Polti-Kometa
- 2025 –  Team Polti VisitMalta

Bagioli · Bais · Belletti · Bisolti · Cepeda · Chirico · Flórez · Frapporti · Gabburo · Gavazzi · Muñoz · Pacioni · Pelikán · Pellaud · Ravanelli · Restrepo · Rivera · Rumac · Spreafico · Venchiarutto · Viel
Alba · Bais · Benedetti · Bisolti · Cepeda (tot 31/7) · Chirico · Grosu · Holther · Marchiori · Marengo · Merchan · Muñoz · Piccolo (vanaf 24/6 tot 31/7) · Ponomar · Ravanelli · Restrepo · Rojas · Sepúlveda · Tagliani · Tesfatsion · Umba · Vigo · Zardini · Zurita
Albanese · D. Bais · M. Bais · Bevilacqua · Fancellu · Fetter · Fortunato · Garosio · Gavazzi · Lonardi · Maestri · Á. Martín · D. Martín · Pietrobon · Piganzoli · Raccani (tot 9/8) · Rivi · Serrano · Sevilla · Tercero · De Cassan (stagiair) · Muñoz (stagiair)
D. Bais · M. Bais · De Cassan · Double · Fabbro · Fetter · Garosio · Gómez · Lonardi · Maestri · Á. Martín · D. Martín · Muñoz · Peñalver · Pietrobon · Piganzoli · Restrepo · Serrano · Sevilla · Tercero · Bagnara (stagiair) · Buttigieg (stagiair)  · Raccagni (stagiair)